# بايراي مكنويزو
بايراي مكنويزو (بالإنجليزية: Bayray McNwizu)‏، هي مُمثلة نيجيرية. في 2009، رُشحت بايراي لنيل جائزة أفضل مُمثلة واعدة ضمن حفل توزيع جوائز الأكاديمية الأفريقية للأفلام الخامس.

## روابط خارجية
بايراي مكنويزو على موقع IMDb (الإنجليزية)